# Johannes von Minckwitz
Johannes von Minckwitz (* 1. Februar 1787 in Altenburg; † 18. März 1857 in Dresden) war ein königlich-sächsischer Geheimer Rat, Staatsminister, außerordentlicher Gesandter, Generaladjutant des Königs und Generalleutnant.

## Leben

### Herkunft
Johannes stammte der Falkenhainer Linie des Adelsgeschlechts von Minckwitz. Er war der Sohn des Geheimen Rats Friedrich August Wilhelm von Minckwitz aus der Residenzstadt Altenburg, wo er seine Kindheits- und Jugendjahre verbrachte. Carl Wilhelm von Minckwitz auf Zöpen (1714–1786) und dessen Ehefrau Johanna Friederika, geborene von Brandenstein (1732–1769) waren seine Großeltern väterlicherseits. Seine Mutter war die Bürgerliche Johanna Christina, geborene Hoffmann, die mit seinem Vater eine nicht standesgemäße Ehe eingegangen war, aus der noch weitere Geschwister hervorgingen. Herrmann von Minckwitz (1790–1871) wurde herzoglich-sächsischer Kammerherr und Forstmeister in Georgenthal und Otto von Minckwitz (1795–1868), herzoglich-sächsischer Kammerjunker, Regierungs- und Konsistorialrat in Altenburg, später war er Kammerherr, Landes-, Justiz- und Konsistorialrat.

### Karriere
Wie viele seiner Familienangehörigen schlug Johannes von Minckwitz eine Verwaltungslaufbahn im Dienst der Wettiner ein, wechselte aber auch in den militärischen Bereich. Auf Vermittlung des Vaters wurde Minckwitz am Hof in Dresden Geheimer Rat des Königs von Sachsen und zunächst Unterstaatssekretär, später Gesandter (u. a. in Berlin und Hannover) und Staatsminister der auswärtigen Angelegenheiten (1831 bis 1835) und des Königlichen Hauses (1833 bis 1835). In der Sächsischen Armee avancierte er zum Generalleutnant.

### Familie
Am 19. Oktober 1816 heiratete er die am 27. Februar 1788 in Wissembourg (Elsass) geborene Amalie, Freiin Vitzthum von Egersberg. Diese starb im Alter von 36 Jahren am 20. August 1824.
Aus der Ehe gingen drei Kinder hervor:
- Friedrich August von Minckwitz (* 8. September 1817 in Berlin; † 25. März 1892 in Dresden). Von 1840 bis 1844 Oberstleutnant der königlich-sächsischen Armee, ab 1844 königlich-sächsischer Kammerherr und Zeremonienmeister, ab 1855 Kammerherrn der sächsischen Königin Amalie, 1867 königlich-sächsischer Kämmerer und Oberhofmeister des Hofstaates der Königin. 1872 wurde er vom sächsischen König Johann in den Rang eines Wirklichen Geheimen Rates erhoben.
- Karl Hildebrand August Arthur von Minckwitz (* 1819 in; † 1842 in Dresden). Königlich-sächsischer Offizier, 1839 bis 1842 als Leutnant in der Neustädter Kaserne.
- Maximilian von Minckwitz (* 19. Juni 1823 in Dresden; † 2. Oktober 1901 in Dresden). Anfangs königlich-sächsischer Offizier, 1844 Leutnant, 1851 Oberleutnant, später großherzoglich-sächsischer Kammerherr, von 1879 bis 1898 Diplomat in Turin im Rang und mit Titel eines Wirklichen Geheimen Rates.

Aus seiner zweiten, am 27. November 1826 geschlossenen Ehe mit der Gräfin Adolphine von der Schulenburg, gingen drei Kinder hervor: 
- Marie von Minckwitz (* 1827 in Dresden; † 1907 in Dresden). Von 1859 bis 1870 Hofdame der sächsischen Kronprinzessin Carola
- Hans Rudolph von Minckwitz (* 1830 in Dresden; † 1904 in Dresden). Königlich-sächsischer Offizier, 1865 im Rang eines Oberleutnants im sächsischen Reiterregiment.
- Benno Hermann von Minckwitz (* 1838 in Dresden; † 1870), königlich-sächsischer Offizier, 1860 Leutnant 1867 Oberleutnant, starb im Deutsch-Französischen Krieg.